# Maksymilianowo (województwo wielkopolskie)
Maksymilianowo (niem. Maximilianowo) – wieś w Polsce położona w województwie wielkopolskim, w powiecie grodziskim, w gminie Kamieniec.
Skrajem wsi przebiega droga wojewódzka nr 308. W pobliżu znajduje się przystanek kolejowy Sepno.
Pod koniec XIX wieku wieś leżała w powiecie kościańskim.  W latach 1975–1998 miejscowość administracyjnie należała do województwa poznańskiego.

## Demografia
Pod koniec XIX wieku w Maksymilianowie było 19 domostw i 167 mieszkańców, wszyscy wyznania katolickiego
Liczba mieszkańców miejscowości w poszczególnych latach:
| Rok  | Ilość mieszkańców |
| ---- | ----------------- |
| 1998 | 190               |
| 2002 | 221               |
| 2009 | 240               |
| 2011 | 227               |
| 2021 | 233               |